# Traverella lewisi
Traverella lewisi är en dagsländeart som beskrevs av Allen 1973. Traverella lewisi ingår i släktet Traverella och familjen starrdagsländor. Inga underarter finns listade i Catalogue of Life.